# Chesiadodes pallens
Chesiadodes pallens là một loài bướm đêm trong họ Geometridae.